# Uelversheim
Uelversheim település Németországban, Rajna-vidék-Pfalz tartományban. Lakosainak száma 1062 fő (2023. december 31.).

## Népesség
A település népességének változása:
| Lakosok száma | 789  | 1094 | 1102 | 1066 | 1071 | 1062 |
|               | 1975 | 2017 | 2019 | 2021 | 2022 | 2023 |